# محلة الأحمدية
محلة الأحمدية حي من أحياء الموصل القديمة (الكائنة في الجانب الغربي من نهر دجلة) في العراق، ويقع في الزاوية الشمالية من المدينة القديمة وهو من الأحياء التي كان يتركز فيه اليهود قبل العام 1948، وقد عرف أيضا بـمحلة اليهود. واستنادًا إلى إحصاءات عام 1947، كان الحي من أكبر المحلات كثافة للسكان بعد محلة الخاتونية.

## أصل التسمية
كان يسمّى بـمحلّة اليهود نسبة إلى اليهود العراقيين الذين كانوا يسكنونها، وغيّر اسمه بعد ترحيلهم عن العراق عام 1948.

## معالم المحلة العمرانية
فيها جامع يطلق عليه جامع الشيخ خالد وحمام يطلق عليه حمام الأحمدية.